# 吉野昌夫

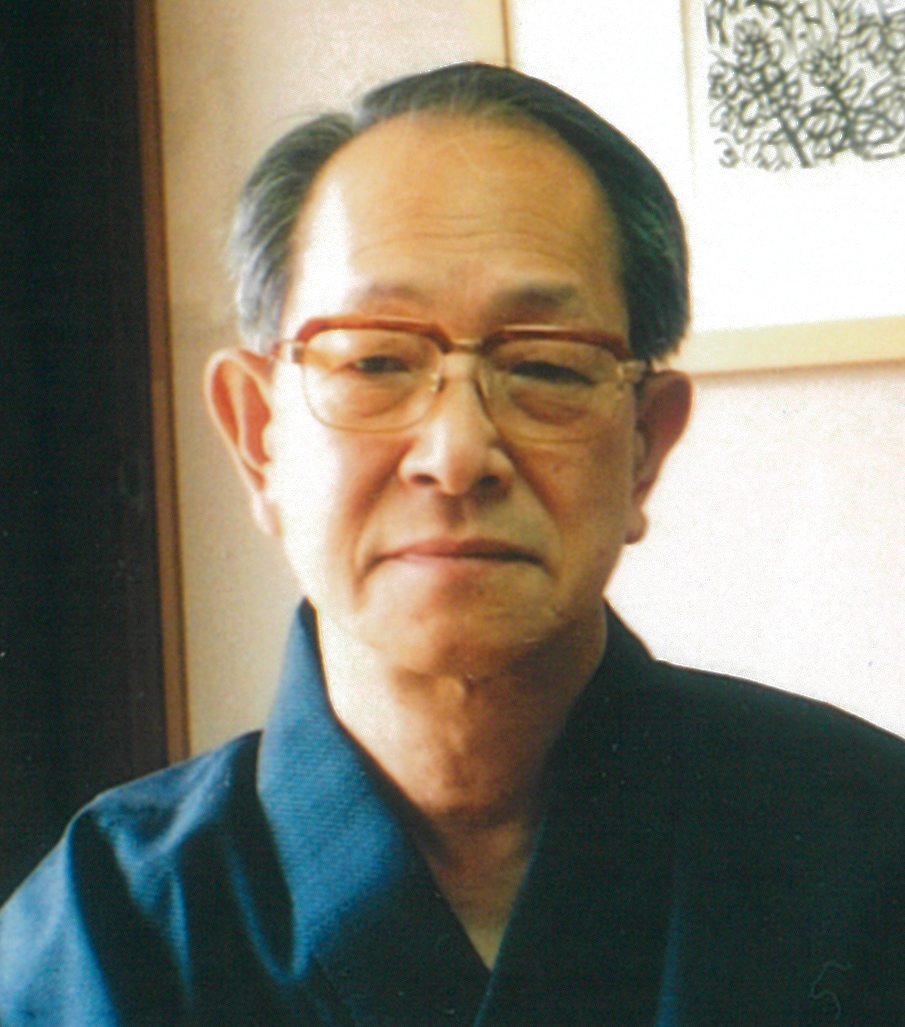
吉野 昌夫

吉野 昌夫（よしの まさお、1922年12月19日 - 2012年7月1日）は、昭和期から平成期にかけての歌人。
東京都生まれ。東京大学農学部農業経済学科卒業。府立高等学校（現・首都大学東京）在学中の1942年、北原白秋創刊の歌誌『多磨』に入会し、木俣修に師事。翌年、学徒出陣。1953年、歌誌『形成』創刊に参加、編集に当たり、1983年の木俣没後は責任編集者を務めた。1997年、歌集『これがわが』で第4回短歌新聞社賞受賞。
職業としては、大学を卒業後、農林省に入った。その後、農林漁業金融公庫設立と同時に農林省を退職し、30歳で入庫。名古屋に二回ほど転勤。60歳で定年退職。最後の役職は理事。

## 著書
- 『遠き人近き人 吉野昌夫歌集』新典書房、1956年　形成短歌新書　のち短歌新聞社文庫
- 『評論木俣修作品史』短歌新聞社、1973年
- 『夜半にきこゆる 吉野昌夫歌集』短歌新聞社、1975年　形成叢刊
- 『白秋短歌の究極』短歌新聞社、1977年
- 『木俣修の秀歌』短歌新聞社、1979年　現代短歌鑑賞シリーズ
- 『あはくすぎゆく 吉野昌夫歌集』短歌新聞社、1980年　形成叢刊
- 『歴日 吉野昌夫歌集』短歌新聞社、1981年　現代歌人叢書
- 『ひとりふたとせ 吉野昌夫歌集』短歌新聞社、1988年　形成叢書
- 『吉野昌夫集（現代短歌入門自解100歌選）』牧羊社、1988年
- 『昏れゆく時も 吉野昌夫歌集』短歌新聞社、1989年　現代短歌全集
- 『北原白秋の秀歌 鑑賞』短歌新聞社、1995年　現代短歌鑑賞シリーズ
- 『これがわが 吉野昌夫歌集』短歌新聞、1996年
- 『ひつそりありし 吉野昌夫歌集』短歌新聞社、2006年
- 『定型の広場 - 歌は音楽、心の調べ─吉野昌夫評論集』久保田登編、いりの舎、2014年